# Sholezard
Le Sholezard, zard birinj ou zarda, est un riz au lait composé de safran, sucre, d'eau de rose, de beurre, cannelle et cardamome. Souvent réalisé et servi en grande quantité lors de cérémonies religieuses.
Shelleh Zard est un dessert traditionnel iranien dont la couleur jaune est dû à la présence de safran et est recouvert de cannelle, d'amandes effilées, ainsi que de pistaches effilées. Le Shellezard est généralement cuisiné d'une certaine manière, et est essentiellement réalisé pour rompre le jeûne du ramadan. Généralement, les individus comparent ce dessert à de la gelée.